# メルビンとハワード
『メルビンとハワード』（原題：Melvin and Howard）は、1980年制作のアメリカ合衆国の映画。ジョナサン・デミ監督。日本では劇場未公開。
大富豪ハワード・ヒューズを偶然助けたことから莫大な遺産の相続人に指名された実在の男性メルビン・デュマーの体験談を基に映画化。

## キャスト
- メルビン・デュマー（英語版）：ポール・ル・マット
- ハワード・ヒューズ：ジェイソン・ロバーズ
- リンダ：メアリー・スティーンバージェン
- ボニー：パメラ・リード
- リトル・レッド：マイケル・J・ポラード
- ジム：ジャック・キーホー
- キース・ヘイズ判事：ダブニー・コールマン
- チップ・テイラー
- フレース：ジョン・グローヴァー
- チャールズ・ネイピア
- ジョー・スピネル
- シャーリーン・ホルト

## 評価
本作は高い評価を受け、以下の賞を受賞した。
- 第53回アカデミー賞
  - 脚本賞（ボー・ゴールドマン）[2]
  - 助演女優賞（メアリー・スティーンバージェン）[2]
- 第38回ゴールデングローブ賞
  - 助演女優賞（メアリー・スティーンバージェン）
- 第15回全米映画批評家協会賞作品賞
- 第46回ニューヨーク映画批評家協会賞
  - 助演女優賞（メアリー・スティーンバージェン）
  - 監督賞（ジョナサン・デミ）
  - 脚本賞（ボー・ゴールドマン）
- 第6回ロサンゼルス映画批評家協会賞
  - 助演女優賞（メアリー・スティーンバージェン）
- 第1回ボストン映画批評家協会賞
  - 作品賞
  - 助演女優賞（メアリー・スティーンバージェン）
  - 助演男優賞（ジェイソン・ロバーズ）
  - 脚本賞（ボー・ゴールドマン）[3]